# O liv, som blev tänt
O liv, som blev tänt är en psalm av Grundtvig från 1824, omarbetad 1853, med inledningsorden: "O kristelighed! du skaenker vort hjerte, hvad verden ej ved", Den danske salmebog 2002 nr 321. Den blev översatt av Emil Liedgren 1935 och ytterligare bearbetad (utan angivande av vem) 1937.
Musik av Gustaf Aulén 1937 och samma som används till Än finns det en värld.
Liedgrens texter blir fria för publicering 2033.

## Publicerad som
- Nummer 332 i 1937 års psalmbok under rubriken "Trons glädje och förtröstan".
- Nummer 258 i den ekumeniska delen av den svenska psalmboken (dvs psalm 1-325 i Den svenska psalmboken 1986, Cecilia 1986, Psalmer och Sånger 1987, Segertoner 1988 och Frälsningsarméns sångbok 1990) under rubriken "Glädje - tacksamhet".
- Nummer 321 i Den danske salmebog 2002
- Nummer 388 i Svensk psalmbok för den evangelisk-lutherska kyrkan i Finland (1986) under rubriken Tro och trygghet"